# Moreruela de los Infanzones
Moreruela de los Infanzones település Spanyolországban,  Zamora tartományban. Moreruela de los Infanzones Piedrahita de Castro és Cubillos községekkel határos. Lakosainak száma 324 fő (2024).

## Népesség
A település népessége az utóbbi években az alábbiak szerint változott:
| Lakosok száma | 472  | 429  | 428  | 399  | 379  | 369  | 353  | 341  | 326  | 324  |
|               | 2001 | 2004 | 2007 | 2009 | 2012 | 2014 | 2017 | 2019 | 2022 | 2024 |